# Gottfried Treviranus

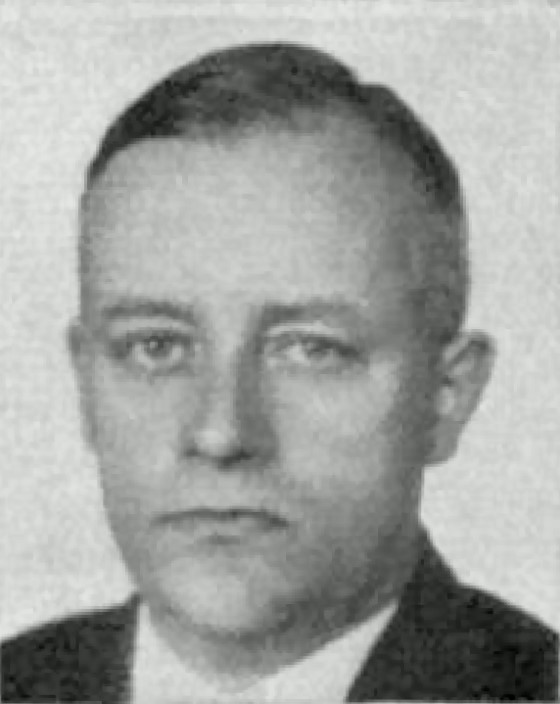
Gottfried Treviranus. Aufnahme aus dem Jahr 1930

Gottfried Reinhold Treviranus (* 20. März 1891 in Schieder; † 7. Juni 1971 bei Florenz) war ein deutscher Politiker (DNVP, Konservative Volkspartei).

## Leben und Wirken
Gottfried Reinhold Treviranus wurde 1891 im Kreis Lippe als Sohn eines deutschen Vaters und einer schottischen Mutter geboren. Nach dem Abitur 1909 am Gymnasium in Rinteln schlug er die Offizierslaufbahn in der Kaiserlichen Marine ein und gehörte der Crew 1909 an. Von 1912 bis 1919 diente er als aktiver Seeoffizier auf verschiedenen Einheiten. Im Ersten Weltkrieg war er zunächst Kommandant auf älteren Torpedobooten, dann auf dem Minensuchboot M 20 und ab 1917 Flaggleutnant bei der I. Minensuchflottille sowie zeitgleich Bootskommandant. Nach seinem Ausscheiden aus der Marine, die er im Rang eines Kapitänleutnants verließ, studierte er einige Semester Landwirtschaft. 1921 wurde er Direktor der Landwirtschaftskammer Lippe. Er war verheiratet mit der Reiseschriftstellerin Elisabeth Dryander.

### Parteipolitiker (1924 bis 1930)
1924 wurde Treviranus für die Deutschnationale Volkspartei (DNVP) in den Reichstag gewählt. Daneben war er für die DNVP von 1925 bis 1929 Mitglied des lippischen Landtages, wo er Fraktionsvorsitzender der Deutschnationalen war.
Als im März 1926 der Vorsitzende der DNVP-Reichstagsfraktion Kuno Graf von Westarp Parteivorsitzender wurde, wurde Treviranus in die Parteileitung berufen und zog ganz nach Berlin. Als Vertreter des gemäßigten Flügels der DNVP lehnte er den extremen Rechtskurs, auf den Alfred Hugenberg die Partei nach seiner Übernahme des Parteivorsitzes 1928 brachte, ab. Als Hugenberg 1929 seine Partei im Zusammenhang mit dem bald gescheiterten Volksbegehren gegen den Youngplan in eine Zusammenarbeit mit den Nationalsozialisten führte, trat Treviranus wie viele andere gemäßigte Deutschnationale aus. Als Auffangbecken gründete er 1929 gemeinsam mit Hans Schlange-Schöningen die Volkskonservative Vereinigung, die 1930 nach ihrem Zusammenschluss mit dem von Kuno Graf von Westarp geführten Flügel der DNVP, der die Partei ebenfalls verlassen hatte, in Konservative Volkspartei umbenannt wurde. Vorsitzender wurde aber nicht Treviranus, sondern Westarp.
Politisch strebte Treviranus eine Mitte-rechts-Koalition an: Sein Ziel war es, die Zentrumspartei aus der Weimarer Koalition mit der SPD und der DDP zu lösen und sie in ein Bündnis mit der gemäßigten Rechten zu führen. Diese Mitte-rechts-Allianz sollte in der Folge eine umfassende Reform des Reiches durchführen, hin zu einer weniger parlamentarischen, sondern durch das Vertrauen von Reichspräsident Hindenburg getragenen Regierung. Zu diesem und seiner Umgebung hatte Treviranus ein enges Verhältnis aufgebaut. Auch zur Reichswehrführung um Kurt von Schleicher hatte er gute Kontakte, ebenso zu Kreisen der rheinisch-westfälischen Schwerindustrie.
Treviranus spielte eine bedeutende Rolle bei der Entstehung der Regierung Brüning im März 1930. Bereits am 26. Dezember 1929 nahm er an einem entsprechenden Vorgespräch mit Heinrich Brüning, Schleicher, Reichswehrminister Wilhelm Groener und Hindenburgs Staatssekretär Otto Meissner teil, das im Hause seines volkskonservativen Parteifreunds Friedrich Wilhelm Freiherr von Willisen stattfand. Hindenburg wollte den konservativen Zentrumspolitiker Brüning, einen persönlichen Freund Treviranus’, mit der Bildung eines Kabinetts beauftragen, das ohne die SPD regieren sollte. Brüning zögerte, ließ sich aber am 30. März 1930 doch mit der Kanzlerschaft beauftragen. Hermann Pünder, der als Staatssekretär in der Reichskanzlei gut mit Brünings Vorgänger, dem Sozialdemokraten Hermann Müller, zusammengearbeitet hatte, notierte in sein Tagebuch:

„Hinter den Kulissen war an dieser Koalition schon seit Wochen mitgearbeitet worden, namentlich von Treviranus und General von Schleicher. Was wir feststellen konnten, ist nicht alles schön gewesen.“

### Reichsminister (1930 bis 1932)

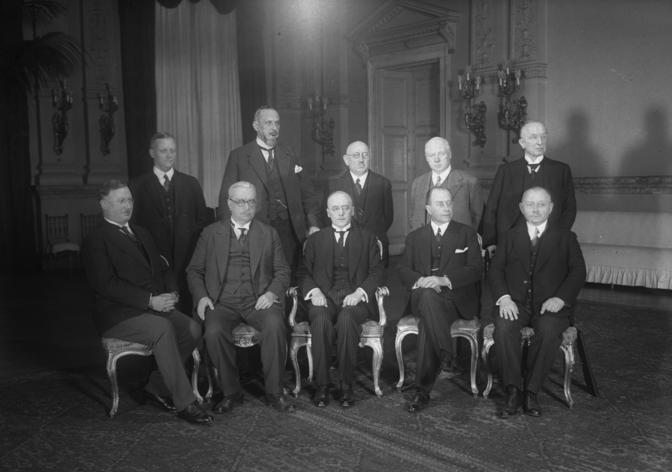
Das erste Kabinett Brüning (Aufnahme aus dem Jahr 1930): Treviranus steht in der zweiten Reihe, ganz links

Treviranus wurde in der neuen Regierung zunächst Reichsminister für die besetzten Gebiete – d. h. das noch unter französischer und belgischer Besatzung stehende Rheinland. Nachdem die Besatzungstruppen infolge des Youngplans im Juni 1930 abgezogen waren, gehörte er der Regierung als Minister ohne Geschäftsbereich an. Als Verbindungsmann zu den konservativ-agrarischen Kreisen um Hindenburg und zur Industrie war Treviranus für Brüning unersetzbar.
Im Vorfeld der Reichstagswahl von 1930 bemühte sich Treviranus in Abstimmung mit der Reichswehrführung, deren politischer Einfluss in diesen Monaten stark zunahm, um eine weitere Umgestaltung des Parteienwesens. Er verhandelte um die Bildung eines bürgerlichen Wahlbündnisses: Ein „neuer ‚Hindenburg-Bund‘“, eine lose Vereinigung „vom Landbund bis zu den Demokraten“, die sich sowohl gegen die Sozialdemokraten als auch gegen Hugenberg abgrenzte, sollte für eine Mehrheit für Brüning sorgen. Obwohl diese Bemühungen durch großzügige Spenden der Großindustrie gefördert wurden, blieb der Erfolg aus. Damit war Groeners und Treviranus’ Konzept bereits gescheitert. 
Treviranus sondierte daher schon vor den Wahlen, ob man nicht doch zu einer Großen Koalition mit der SPD zurückkehren könne. Gleichzeitig signalisierte er seinem Freund Martin Blank von der Gutehoffnungshütte, „daß der nächste Reichstag überhaupt keine Grundlage für eine bürgerliche Mehrheitsregierung ergeben werde und daß man infolgedessen damit rechnen müsse, daß auch weiterhin außerparlamentarisch regiert werden müsse. Möglicherweise würden noch verschiedene Reichstagsauflösungen folgen.“
Im Wahlkampf schlug Treviranus aggressiv-nationalistische Töne an. Auf einer Rede in Berlin rief er:

„Wir gedenken in der Schwere und Tiefe unserer Seele des zerschnittenen Weichsellandes, der ungeheilten Wunde in der Ostflanke, diesem verkümmerten Lungenflügel des Reiches. Wir denken daran, unter welch schnödem Druck Wilson zur unnatürlichen Abschnürung Ostpreußens gepreßt, zu welchem Zwitterzustand das deutsche Danzig verurteilt wurde. Die Zukunft des polnischen Nachbars, der seine staatliche Macht nicht zum geringsten Teil deutschen Blutopfern verdankt, kann nur gesichert sein, wenn Deutschland und Polen nicht durch eine ungerechte Grenzziehung in ewiger Unruhe gehalten werden. Die Grenzen des Unrechts halten nicht stand gegen Volksrecht und nationalen Lebenswillen.“

Diese Worte, die Treviranus in seiner Marineuniform aus dem Weltkrieg gesprochen hatte, wurden als kaum verhohlene Kriegsdrohung verstanden und riefen insbesondere in Frankreich und Polen Missstimmung und Besorgnis hervor. Deutschlands östlicher Nachbar erwog sogar zeitweise, auf Treviranus’ Forderungen nach einer Revision der deutschen Ostgrenzen mit einem Ausbau seiner U-Boot-Flotte zu reagieren, die in der polnischen Öffentlichkeit als „Antwort auf Treviranus“ bezeichnet wurde. Diese Einmischung ins Ressort des Auswärtigen Amtes trug Treviranus bei der nächsten Kabinettssitzung am 20. August 1930 eine Rüge von Außenminister Julius Curtius ein.
Bei den Wahlen vom 14. September 1930 konnte seine Partei nur begrenzt vom Zerfall der DNVP profitieren und errang mit 0,8 % der Wählerstimmen vier der 577 Reichstagssitze. Mit ein Grund für den Misserfolg war der Konflikt innerhalb der Partei, ob man sich politisch als Partei oder als „Volksbewegung“ präsentieren sollte, wie insbesondere der Treviranus nahestehende politische Publizist Edgar Jung forderte. Treviranus verblieb weiterhin in der Regierung: Ab September 1930 amtierte er auf Empfehlung Hindenburgs als Reichskommissar für die Osthilfe und vom 9. Oktober 1931 bis zum 30. Mai 1932 als Reichsverkehrsminister im zweiten Kabinett Brüning. Trotz der zahlenmäßigen Bedeutungslosigkeit seiner Partei galt Treviranus in diesen Jahren als einer der aussichtsreichsten Politiker Deutschlands: So stellte der britische Politiker Harold Nicolson beispielsweise in seinem 1932 erschienenen Buch Public Faces in Private Places die Prognose auf, dass Treviranus der deutsche Reichskanzler des Jahres 1939 sein werde.
Treviranus zeigte als Rechtsaußen der Regierung seine prononciert nationalistische Haltung nicht nur im Wahlkampf, sondern auch wiederholt bei den Kabinettsberatungen. Als der französische Außenminister Aristide Briand am 17. Mai 1930 seinen Plan einer europäischen Union vorgelegt hatte, war sich zwar das ganze Kabinett in seiner Ablehnung einig, die schärfsten Töne kamen aber von Treviranus, der den Plan als einen „Angriff … auf die Grundlagen der bisherigen deutschen Außenpolitik“ bezeichnete, den es zurückzuweisen gelte, „wenn den radikalen Strömungen im Volk nicht neuer Nährstoff zugeführt werden soll“.
Die Sorge vor dem anwachsenden innenpolitischen Zulauf zu den Nationalsozialisten ließ ihn im Kabinett wiederholt fordern, endlich energische Schritte zur Revision des Versailler Vertrags zu unternehmen. Weil diese Schritte aber aussichtslos und angesichts der deutschen Kreditbedürftigkeit sogar gefährlich erschienen, drang Treviranus mit seinem innenpolitisch motivierten Aktionismus zunächst nicht durch.
In seinem Amt als Osthilfekommissar hatte Treviranus wenig Erfolg. Einer ausdrücklichen Willenserklärung des Reichspräsidenten vom 18. März 1930 folgend, hatte sich die Reichsregierung zum prioritären Ziel gesetzt, die zahlreichen Rittergüter Ostdeutschlands durch Entschuldung vor dem drohenden Bankrott zu bewahren. 
Hier ergaben sich gleich zwei Schwierigkeiten: Zum einen bestand nämlich die preußische Landesregierung unter Ministerpräsident Otto Braun (SPD) darauf, an der Verwaltung und Ausgabe dieser Subventionen gleichberechtigt beteiligt zu werden. Die schwierigen Verhandlungen, die diese Forderung zur Folge hatten, führten dazu, dass das Osthilfegesetz erst am 26. März 1931 auf den Weg gebracht werden konnte. Da der Vollstreckungsschutz für die ostdeutschen Agrarbetriebe aber schon zum Jahresende 1930 auslief, nahm Treviranus bereits im August 1930 seinen Dienst als Leiter der Oststelle auf, die gesetzliche Grundlage musste provisorisch per Notverordnung geschaffen werden. Die doppelte Zuständigkeit sowohl des Reichs als auch des Freistaates Preußen machte die Stellung und Abwicklung der Darlehensanträge und der Siedlungsvorhaben bürokratisch schwerfällig. 
Die zweite Schwierigkeit bestand darin, dass die Osthilfe diametral dem Sanierungsziel der Regierung Brüning widersprach, nämlich endlich einen ausgeglichenen Haushalt zu erreichen. Während im Zeichen sinkender Steuereinnahmen und steigender Sozialausgaben, die in der Weltwirtschaftskrise unvermeidlich waren, in allen Ressorts zum Teil wiederholt zum Teil schmerzhafte Etatkürzungen vorgenommen wurden, stieg der Finanzbedarf der Osthilfe ungebremst an. Finanziert wurde er zum Teil aus dem Reichshaushalt, zum Teil über die so genannte Industrieumlage, eine Reparationssteuer, die mit Inkrafttreten des Youngplans 1930 nicht mehr benötigt wurde, aber weiter erhoben und dem neuen Ziel der Agrarsubventionierung zugeordnet wurde. 
Als Umschuldungsbedarf waren in Treviranus’ Behörde 950 Millionen Reichsmark errechnet worden, doch da in der Weltwirtschaftskrise den Unternehmern eine solche zusätzliche Steuerbelastung nicht zumutbar erschien, wurde die Umlage auf eine halbe Milliarde Reichsmark gekürzt. Dies hatte wiederum zur Folge, dass die Darlehen zu gering ausfielen, um eine dauerhafte Sanierung der Agrarbetriebe zu gewährleisten. Diese kleine, aber durch ihren Einfluss auf Hindenburg für den Machterhalt der Regierung wichtige Gruppe reagierte ungehalten und verstärkte ihren Druck auf den Reichspräsidenten. Im August 1931 gestand Treviranus sein Scheitern ein und trat zurück.
Als die Regierung Brüning mit der Verschärfung der Wirtschaftslage im Herbst 1931 in eine Krise geriet, gingen immer mehr Industrielle deutlich auf Oppositionskurs. In dieser Lage trat Treviranus erneut als Verbindungsmann zwischen Großindustrie und Reichsregierung in Aktion: Im Auftrag Brünings riet er den mächtigen Ruhrindustriellen Paul Reusch und Fritz Springorum davon ab, sich an der Harzburger Front zu beteiligen, einer Kooperation von Nationalsozialisten, Deutschnationalen und Stahlhelm. In diesem Zusammenhang bemerkte er, dass im Falle eines Sturzes der Regierung peinliche Vorgänge über das Verhalten von Industrie und Großbanken während der Bankenkrise ans Licht kommen könnten.
Es nahm bis auf Ernst Brandi kein einziger Vertreter der Schwerindustrie an der Harzburger Tagung teil.
Bald nach dem Rücktritt der Regierung Brüning verlor Treviranus bei den Reichstagswahlen vom 31. Juli 1932 auch sein Abgeordnetenmandat – seine „Konservative Volkspartei“ hatte sich im Vorfeld vergeblich um eine Listenverbindung mit anderen bürgerlichen Kleinparteien bemüht und war nicht mehr angetreten. Treviranus ging in die Wirtschaft und wurde unter anderem Aufsichtsratsvorsitzender der oberschlesischen Bata-Schuhfabrik. Seine politische Karriere, die ihn mit nur 39 Jahren an die Spitze eines Reichsministeriums geführt hatte, war vorbei, als er gerade einmal 41 Jahre alt war.

### Flucht aus Deutschland und Emigration
Am 30. Juni 1934 entkam Treviranus mit knapper Not der Verhaftung im Zuge der Röhm-Affäre: In seinen Lebenserinnerungen Für Deutschland im Exil beschreibt er, wie er am frühen Mittag dieses Tages während eines Tennisspiels mit Wilhelm Regendanz im Garten seines Hauses von seiner kleinen Tochter – die zuvor zwei Kriminalbeamten, die in sein Haus eingedrungen waren, entwischt war – mit dem Zuruf „Vorne wimmelt alles von Nazis!“ über das Eindringen einer großen Zahl von SS-Leuten und Kriminalbeamten alarmiert wurde. Er sei daraufhin – noch im Tennisdress – über seinen Gartenzaun gesprungen, habe seinen dort bereitstehenden Wagen bestiegen, dessen Zündschlüssel glücklicherweise steckte, und sei mit hoher Geschwindigkeit davongefahren. Fünf Karabinerschüsse, die auf seinen Wagen abgefeuert worden seien, hätten diesen verfehlt. 
Nachdem er sich etwa zwei Wochen bei der Familie des späteren Publizisten Hoimar von Ditfurth verborgen gehalten hatte, wurde er dann von Hermann Muckermann, der bereits Heinrich Brüning zur Flucht aus Deutschland verholfen hatte, über die deutsch-niederländische Grenze gebracht. Wer Treviranus’ Namen auf die Liste der zu verhaftenden Personen setzen ließ, ist bis heute ungeklärt, belegt ist allerdings, dass er Hitler persönlich verhasst war.
Nach wenigen Tagen Aufenthalt in den Niederlanden fuhr Treviranus nach Großbritannien, wo er zunächst von wohlhabenden Gönnern unterhalten wurde. Politisch wurde er mehrfach von namhaften Politikern wie Winston Churchill und Anthony Eden zu politischen Gesprächen und freundschaftlichen Zusammenkünften empfangen, in denen er insbesondere zur Person Hitlers und zum Charakter der NS-Bewegung befragt wurde. Treviranus’ Warnungen vor Hitlers aggressivem Expansionswillen stießen insbesondere bei Churchill auf Widerhall.
Treviranus wurde 1939 vom Deutschen Reich ausgebürgert. Nach dem Ausbruch des Zweiten Weltkriegs zog er nach Kanada, wo er als Farmer arbeitete.

### Spätere Jahre (1945 bis 1971)
Nach 1945 beriet Treviranus amerikanische Konzerne bei der Vergabe von Warenkrediten an deutsche Unternehmen im Rahmen der Marshallplan-Hilfe. 1949 kehrte er nach Deutschland zurück. In den 1950er Jahren geriet sein Name im Zusammenhang mit der sogenannten Spielbankenaffäre in die Schlagzeilen. In den 1960er Jahren betätigte er sich als Rüstungslobbyist in Bonn und tauchte im Zuge dessen auch im Untersuchungsbericht zum HS-30-Skandal auf. Mit dem ehemaligen lippischen Landespräsidenten Heinrich Drake hatte er von 1966 bis zu dessen Tod regelmäßigen Briefverkehr.
Treviranus lebte zuletzt in Taormina auf Sizilien. Er starb im Juni 1971 im Zug bei Florenz auf einer Reise nach Deutschland an Herzversagen. Er wurde auf dem Friedhof in Varenholz bei Rinteln in der Familiengrabstätte beigesetzt.

## Schriften und Tonaufnahmen
- Das Ende von Weimar. Heinrich Brüning und seine Zeit. Econ, Düsseldorf 1968.
- Für Deutschland im Exil. Econ, Düsseldorf/Wien 1973.
- Zur Rolle und Person Kurt von Schleichers. In: Ferdinand A. Hermens (Hrsg.): Staat, Wirtschaft und Politik in der Geschichte der Weimarer Republik. Duncker & Humblot, Berlin 1967, S. 363–382.
- Am 4. Januar 1944 sprach er mit seinem ihm aus Berlin bekannten Freund Sidney Mosley über Mutual Radio in der Reihe Who Speaks for Germany? (Nationalarchiv Washington)